# حزب البعث العربي الاشتراكي القومي
حزب البعث العربي الاشتراكي القومي حزب سياسي يمني تأسس في منتصف الخمسيات، الأمين العام له د. قاسم سلام.
كان هناك حزب واحد بهذا الاسم في اليمن حتى نهاية 1994، وبعد ذلك بسبب الخلافات بين قيادته أنقسم إلى حزبين هما:
1. "حزب البعث العربي الاشتراكي - قطر اليمن"، (موالي لسوريا) وحصل على قرار التسجيل لممارسة نشاطه في 31 ديسمبر 1995م.
2. "حزب البعث العربي الاشتراكي القومي قطر اليمن"، ( موالي للعراق( وحصل على قرار التسجيل لممارسة النشاط في 10 فبراير 1997م.

## العملية السياسية
- مارس نشاطه الحزبي سرياً حتى عام 1990 وبعدها أعلن عن نشاطه كحزب سياسي .
- شارك في الانتخابات النيابية الأولى 1993 وحصل على 7 مقاعد من إجمالي مقاعد البرلمان (301) بالاشتراك مع حزب البعث العربي الاشتراكي قبل أن يختلفا ، وشارك في الانتخابات النيابية الثانية ولم يحصل على أي مقعد .
- قاطع الانتخابات الرئاسية في سبتمبر 1999 .
- شارك في الانتخابات النيابية الثالثة 2003 ولم يحصل على أي مقعد وحصل على 23,745 صوت من إجمالي الأصوات الصحيحة البالغ عددها 5,996,049 وبنسبة 0.40% .